# Marie Sebag
Marie Rachel Sebag (París, 15 d'octubre de 1986), és una jugadora d'escacs francesa, que té el títol de Gran Mestre des de 2008, i ha estat dos cops Campiona de França.
A la llista d'Elo de la FIDE de l'abril de 2022, hi tenia un Elo de 2461 punts, cosa que en feia el jugador (absolut) número 38 (en actiu) de França, la primera jugadora femenina del país, i la 27a millor jugadora del rànquing mundial femení. El seu màxim Elo va ser de 2537 punts, a la llista de març de 2013 (posició 571 al rànquing mundial).

## Resultats destacats en competició
El 1998 Sebag va guanyar el Campionat d'Europa femení Sub-12, una fita que va repetir l'any següent (femení Sub-14) i també el 2002 (femení Sub-16). El 2004 empatà al primer lloc al Campionat del món femení Sub-18 amb Jolanta Zawadzka, però hi va perdre al desempat. El 2006 va assolir els quarts de final del Campionat del món d'escacs femení, on hi va perdre contra Svetlana Matveeva.
L'abril de 2019, fou segona al Campionat d'Europa femení a Antalya (la campiona fou Alina Kaixlínskaia).

## Títols
Sebag esdevingué alhora MI i WGM quan va obtenir la seva segona norma de GM durant el torneig Hogeschool Zeeland a Vlissingen l'agost de 2007, on hi va guanyar una partida contra l'exCampió del món de la FIDE Rustam Kassimdjanov. Va obtenir la seva tercera norma durant el Campionat d'Europa individual, assegurant-se així el títol de GM, el maig de 2008.